# Milford (Maine)
Milford és una població dels Estats Units a l'estat de Maine (EUA). Segons el cens del 2000 tenia 2.950 habitants.

## Demografia
Segons el cens del 2000, Milford tenia 2.950 habitants, 1.180 habitatges, i 797 famílies. La densitat de població era de 25 habitants/km².
Dels 1.180 habitatges en un 33,1% hi vivien nens de menys de 18 anys, en un 54,7% hi vivien parelles casades, en un 9,2% dones solteres, i en un 32,4% no eren unitats familiars. En el 21,7% dels habitatges hi vivien persones soles el 6,9% de les quals corresponia a persones de 65 anys o més que vivien soles. El nombre mitjà de persones vivint en cada habitatge era de 2,5 i el nombre mitjà de persones que vivien en cada família era de 2,93.
Per edats la població es repartia de la següent manera: un 23,7% tenia menys de 18 anys, un 10,7% entre 18 i 24, un 32,8% entre 25 i 44, un 21,9% de 45 a 60 i un 10,8% 65 anys o més.
L'edat mediana era de 36 anys. Per cada 100 dones de 18 o més anys hi havia 95,3 homes.
La renda mediana per habitatge era de 39.500$ i la renda mediana per família de 46.542$. Els homes tenien una renda mediana de 33.359$ mentre que les dones 25.758$. La renda per capita de la població era de 17.649$. Entorn del 9,7% de les famílies i el 10,8% de la població estaven per davall del llindar de pobresa.